# Сокол (шхуна, 1783)
«Сокол» — парусная шхуна Черноморского флота Российской империи, одна из двух малых шхун типа «Курьер» 1783 года постройки. Во время несения службы использовалась для крейсерских плаваний и несения брандвахтенной службы, а также принимала участие в русско-турецкой войне 1787—1791 годов в составе отряда судов, предназначенного для защиты Севастополя.

## Описание судна
Парусная деревянная шхуна, одна из двух малых шхун типа «Курьер». Вооружение судна состояло из двенадцати 3-фунтовых пушек и четырёх фальконетов.
Шхуна была одним из 19 парусных и парусно-гребных судов Российского императорского флота, носивших это наименование. В составе Балтийского флота также несли службу одноимённые галеры 1721, 1728, 1743, 1754 и 1757 годов постройки, катера 1789 и 1804 годов постройки, пакетботы 1750 и 1772 годов постройки, пассажбот 1804 года постройки и парусный транспорт, купленный в 1787 году. В Черноморском флоте служили одноимённые катер 1821 года постройки и корвет 1859 года постройки, в Азовском флоте — барбарский корабль 1699 года постройки, в Азовской флотилии галера 1739 года постройки, в Каспийской флотилии — бот 1723 года постройки и пакетбот 1794 года постройки, а в Беломорской флотилии — бот 1762 года постройки.

## История службы
Шхуна «Сокол» была заложена на Гнилотонской верфи и после спуска на воду в 1783 году вошла в состав Черноморского флота.
В 1783 году выходила в крейсерство в Чёрное море. В 1786 году занимала брандвахтенный пост в Керчи. Принимала участие в русско-турецкой войне 1787—1791 годов. В течение 1790 года находилась в Севастополе в составе отряда, предназначенного для защиты порта и рейда во время выхода эскадры в море.
Сведений о времени завершения службы шхуны не сохранилось.

## Командиры шхуны
Командирами парусной шхуны «Сокол» в составе Российского императорского флота в разное время служили:
- С. Ф. Филатов (1783 год);
- Г. Кандиоти (1790 год).